# Caleta del Vanguardia
Die Caleta del Vanguardia (spanisch) ist eine kleine Bucht an der Nordwestküste der Trinity-Halbinsel an der Spitze der Antarktischen Halbinsel. Sie liegt zwischen der Landspitze Punta Salas und dem Kap Roquemaurel.
Uruguayische Wissenschaftler benannten sie 1996 nach ihrem Expeditionsschiff Vanguardia.